# Bring (järnvägsstation)
Bring var en järnvägshållplats i Kastlösa socken på södra Öland anlagd 1909, invigd 1 februari 1910, nedlagd 1 oktober 1961. Hållplatsen hette fram till 1 oktober 1912 Ölands Dalby och hade ett stationshus i trä, som ännu finns kvar.
Den låg vid den smalspåriga Södra Ölands Järnväg. Namnet är en dialektal förkortning av namnet på den närbelägna byn Bredinge.